# 처녀의 창자
처녀의 창자(영어: Guts Of A Virgin, 処女のはらわた)는 일본의 영화로 감독은 코미즈 카즈오이며, 키즈키 사에코, 하기오 나오미 등이 출연하였다.

## 출연

### 주연
- 키즈키 사에코
- 하기오 나오미

### 조연
- 카와시마 메구미
- 츠루오카 오사무
- 카토 다이키
- 타카하시 히데키
- 고다 카즈히코

## 같이 보기
- 처녀의 창자 2
- 처녀의 창자 3